# Associazione Sportiva Del Duca Ascoli 1963-1964
Questa pagina raccoglie le informazioni riguardanti l'Associazione Sportiva Del Duca Ascoli nelle competizioni ufficiali della stagione 1963-1964.

## Rosa
| N. |                   | Ruolo | Calciatore           |
| -- | ----------------- | ----- | -------------------- |
|    | Italia (bandiera) | C     | Alberto Baldoni      |
|    | Italia (bandiera) | C     | Franco Beccaccioli   |
|    | Italia (bandiera) | D     | Francesco Bigoni     |
|    | Italia (bandiera) | D     | Adelmo Capelli       |
|    | Italia (bandiera) | A     | Maurizio Cavazzoni   |
|    | Italia (bandiera) | P     | Angelo Colombo       |
|    | Italia (bandiera) | A     | Romano Cori          |
|    | Italia (bandiera) | C     | Angelo Della Santina |
|    | Italia (bandiera) | A     | Roberto Ghelli       |

| N. |                   | Ruolo | Calciatore        |
| -- | ----------------- | ----- | ----------------- |
|    | Italia (bandiera) | D     | Vittorio Guzzo    |
|    | Italia (bandiera) | D     | Franco Masetto    |
|    | Italia (bandiera) | D     | Carlo Mazzone     |
|    | Italia (bandiera) | A     | Mario Nichele     |
|    | Italia (bandiera) | C     | Bruno Pinna       |
|    | Italia (bandiera) | D     | Marino Rossetti   |
|    | Italia (bandiera) | A     | Sergio Sospetti   |
|    | Italia (bandiera) | P     | Roberto Strulli   |
|    | Italia (bandiera) | C     | Antonio Tomassoni |